# Vogn 347
|  | Denne artikel er oprettet af botten PalnaBot ud fra en ekstern database. Den kan derfor have sproglige fejl eller mangler. Denne skabelon kan fjernes efter kontrol af indholdet. |

Vogn 347 er en kortfilm instrueret af Silje Nikoline Glimsdal efter manuskript af Silje Nikoline Glimsdal, Sturla Valldal Rui.

## Handling
Passagerne i vogn 347 er hverken levende eller døde. Hver gang toget standser gentages deres tragiske død. En mand og en kvinde i rødt beslutter sig for at finde ud af, hvorfor rejsen ingen ende tager. For at kunne stige af skal de bryde sit mønster og acceptere sin skæbne.